# Blackie Lawless
Steve Edward Duren (Nueva York; 4 de septiembre de 1956), más conocido por su nombre artístico Blackie Lawless, es un vocalista, guitarrista y bajista estadounidense de heavy metal, reconocido por ser el líder y fundador de la agrupación W.A.S.P. Hasta la fecha ha grabado 15 álbumes de estudio con la banda, además de algunos discos en vivo y varios recopilatorios.

## Biografía

### Inicios
Duren se crio en Staten Island, Nueva York. Tuvo una educación fundamentalista, aunque también ha asegurado tener ascendencia judía. Ha manifestado que durante su juventud asistía a la iglesia. Lawless tiene ascendencia irlandesa, francesa e indígena por parte de su madre. Es sobrino del jugador de béisbol Ryne Duren. Asegura que su hermano mayor le inculcó el gusto por la guitarra.

### Carrera musical
Inició su carrera musical en agrupaciones de escaso renombre como Black Rabbit y Orfax Rainbow. En 1975, después de la salida del guitarrista Johnny Thunders de la agrupación New York Dolls en medio de una gira por Florida, la banda empezó a audicionar a nuevos guitarristas. Lawless fue contratado pero abandonó la formación cuando la gira concluyó.
Más tarde se trasladó a California con el bajista Arthur Kane y ayudó a fundar la banda Killer Kane. En esa época, el nombre artístico de Duren era "Blackie Goozeman", tal como puede apreciarse en los créditos del único EP publicado por Killer Kane. Un año después Kane decidió regresar a Nueva York y Lawless prefirió permanecer en Los Ángeles. En 1976 formó la agrupación Sister junto al guitarrista Randy Piper. Lawless empezó a idear algunos trucos que ponía en práctica en el escenario, como encender fuego a sus botas y comer gusanos vivos. En 1978 el bajista Nikki Sixx y el guitarrista Lizzie Grey ingresaron a la formación. Sixx lograría fama internacional años más tarde al fundar la agrupación Mötley Crüe. El guitarrista Chris Holmes se unió a la banda meses después.
Lawless formó en 1979 la banda Circus Circus, nuevamente con Randy Piper en la alineación. En 1981, tras el fracaso de Circus Circus, Lawless se unió a la banda London, donde se reencontró con Lizzie Grey y Nikki Sixx. Junto a la banda tocó en algunos recitales y grabó dos canciones en forma de demo. En 1982 dejó la guitarra y empezó a tocar el bajo. Al dejar London contactó nuevamente a Randy Piper y formó la agrupación W.A.S.P. La alineación se completó con Chris Holmes como guitarrista y Tony Richards en la batería.

### W.A.S.P.

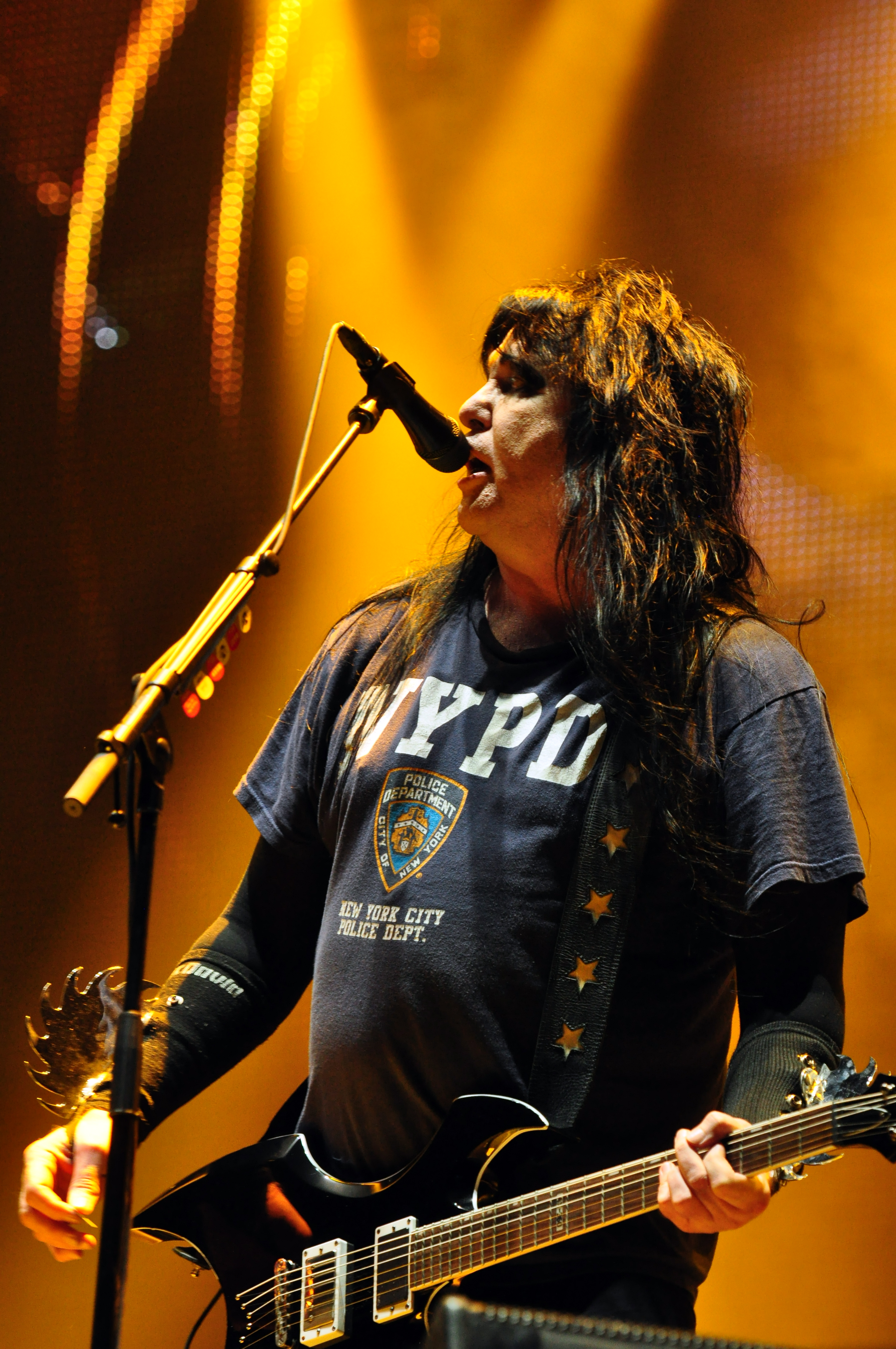
Blackie Lawless en vivo con W.A.S.P. en el 2014.

En 1984 la banda graba su primer trabajo discográfico, titulado W.A.S.P. Lawless continuó generando polémica con su atrevida puesta en escena. Provocaba al público arrojando carne cruda desde el escenario, bebiendo sangre falsa de una calavera y vistiendo prendas sumamente exóticas. Tras el lanzamiento de su segunda producción discográfica, titulada The Last Command, 
los cambios en la alineación empezaron a ser una constante. Tras la salida del guitarrista Chris Holmes, Lawless empezó a trabajar en un proyecto como solista, que debido a presiones de la discográfica terminó siendo un álbum de W.A.S.P. El disco se tituló The Crimson Idol, producción que fue alabada por la crítica especializada. En este álbum, Blackie abandonó las temáticas sexuales y provocativas que abundaban en las primeras producciones de la banda para escribir canciones con mayor trasfondo emocional, basadas en sus experiencias cuando era un músico aficionado y cuando pudo encontrar finalmente la fama y el reconocimiento.
Al finalizar la década de 1990, Lawless había grabado ocho álbumes de estudio con W.A.S.P., siendo el único músico original que quedaba en la formación. En el nuevo milenio siguió girando con la agrupación y grabando algunos álbumes de corte similar a The Crimson Idol como Unholy Terror (2001), Dying for the World (2002) y The Neon God (2004). A la fecha, Blackie ha grabado con W.A.S.P. quince álbumes de estudio y tres álbumes en vivo, permaneciendo como el único miembro original de la formación y como el principal compositor.

## Vida personal e influencias
Al inicio de su carrera musical, las composiciones de Lawless estaban cargadas de referencias sexuales, lo que generó gran cantidad de controversia en torno a su influencia en los jóvenes. Tuvo que defender su postura ante la asociación del Centro de Recursos Musicales para Padres (PMRC), formada por esposas de congresistas norteamericanos y liderada por Tipper Gore. Con el paso del tiempo la temática de sus composiciones cambió. Sus últimas composiciones se inspiran en temas religiosos y apocalípticos, esto debido principalmente a su educación cristiana. Lawless ha asegurado en recientes entrevistas que retornó a la fe cristiana.
Ha citado como influencias a bandas como AC/DC, Black Sabbath, The Beatles, Kiss y Alice Cooper. Sus trucos en el escenario fueron influenciados por Alice Cooper y Kiss.

## Discografía con W.A.S.P.

### Álbumes de estudio

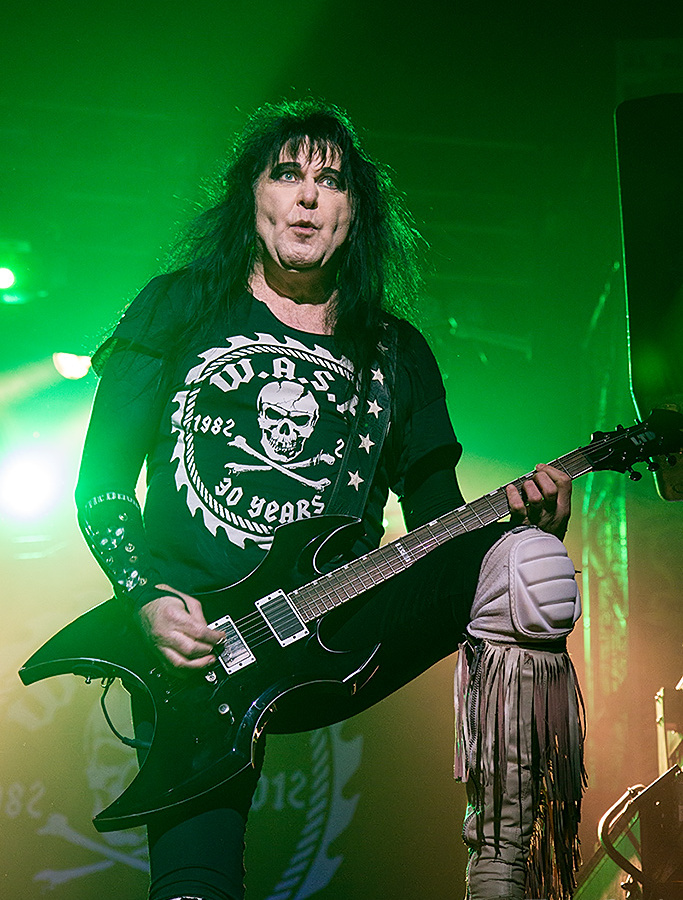
Lawless en el 2012.

| Año  | Álbum                           |
| 1984 | W.A.S.P.                        |
| 1985 | The Last Command                |
| 1986 | Inside the Electric Circus      |
| 1989 | The Headless Children           |
| 1992 | The Crimson Idol                |
| 1995 | Still Not Black Enough          |
| 1997 | Kill.Fuck.Die                   |
| 1999 | Helldorado                      |
| 2001 | Unholy Terror                   |
| 2002 | Dying for the World             |
| 2004 | The Neon God, Part 1: The Rise  |
| 2004 | The Neon God, Pt. 2: The Demise |
| 2007 | Dominator                       |
| 2009 | Babylon                         |
| 2015 | Golgotha                        |

### En Directo
- Live...In the Raw (1987)
- Double Live Assassins (1998)
- The Sting: Live at the Key Club L.A. (2000)

### Álbumes recopilatorios
- First Blood Last Cuts (1993)
- The Best of the Best: 1984-2000, Vol. 1 (2000)
- The Best of the Best (2007)

### Vídeos
- Live at the Lyceum (1984)
- Videos... In The Raw (1987)
- First Blood Last Visions (1993)
- The Sting: Live at the Key Club L.A. (2000)